# Міркін Семен Захарович
Семен Захарович Міркін (1901, село Антоновка Черіковського повіту Могильовської губернії, тепер Могильовської області, Республіка Білорусь — розстріляний 21 січня 1940, Москва) — радянський діяч органів держбезпеки, народний комісар внутрішніх справ Північно-Осетинської АРСР. Входив до складу особливої трійки НКВС СРСР. Депутат Верховної Ради СРСР 1-го скликання (1937—1939). 

## Біографія
Народився в родині шевця-кустаря, батьки пізніше переїхади до Сполучених Штатів Америки. У 1908—1910 роках — учень єврейської початкової школи в селі Антонівці, закінчив два класи.
У березні 1910 — серпні 1911 року — учень кравця в приватній кравецькій майстерні містечка Малятичі Черіковського повіту Могильовської губернії. У вересні 1911 — липні 1914 року — підмайстер в приватній кравецькій майстерні міста Кричева. У серпні 1914 — червні 1915 року — кравець в приватній кравецькій майстерні міста Рославля. У червні 1915 — травні 1917 року — кравець в приватній кравецькій майстерні міста Орла.
У червні — липні 1917 року — рядовий 82-го запасного піхотного полку російської армії. У серпні 1917 — березні 1918 року — рядовий 220-го Скопінського стрілецького полку російської армії.
У квітні — липні 1918 року — кравець в приватній кравецькій майстерні міста Орла.
У липні 1918 — серпні 1919 року — рядовий-кравець Орловських кавалерійських курсів РСЧА. У вересні 1919 — березні 1920 року — рядовий обмундирувальних майстерень 9-ї стрілецької дивізії РСЧА.
Член РКП(б) з листопада 1919 року.
У квітні — грудні 1920 року — слухач партійної школи і Вищих партійних курсів Північно-Кавказького військового округу в місті Ростові-на-Дону. 
У січні — травні 1921 року — військовий слідчий реввоєнтрибуналу 31-ї дивізії РСЧА. У червні 1921 — серпні 1922 року — уповноважений по боротьбі з бандитизмом особливого відділу 22-ї стрілецької дивізії РСЧА.
У серпні 1922 — 1923 року — помічник уповноваженого контррозвідувального відділу Повноважного представництва ОДПУ по Південному Сходу. У 1923 — січні 1924 року — уповноважений східного відділу Повноважного представництва ОДПУ по Південному Сходу. З 1923 по 1926 рік перебував у комсомолі.
У січні 1924 — 1925 року — уповноважений східного відділу Адигейського обласного відділу ДПУ. У 1925—1926 роках — начальник відділення обробок, уповноважений контррозвідувального відділу Адигейського обласного відділу ДПУ. У 1926—1927 роках — уповноважений контррозвідувального відділу Адигейського обласного відділу ДПУ. У 1926 році був тво. заступника начальника Адигейського обласного відділу ДПУ.
З 1926 по 1927 рік навчався на вечірньому робітничому факультеті в Краснодарі. У 1927 році був слухачем Вищих курсів ОДПУ.
У травні 1927 — жовтні 1930 року — начальник секретного відділу, начальник контррозвідувального відділу Чечено-Грозненського відділу ДПУ. У жовтні 1930 — жовтні 1931 року — начальник особливого відділу Чеченського обласного відділу ДПУ.
У жовтні 1931 — листопаді 1933 року — начальник Черкеського обласного відділу ДПУ.
У жовтні — грудні 1933 року — заступник начальника політичного відділу Адигейської машинно-тракторної станції по ОДПУ.
У грудні 1933 — липні 1934 року — помічник начальника Північно-Осетинського обласного відділу ДПУ. У липні 1934 — липні 1937 року — заступник начальника УНКВС по Північно-Осетинській АРСР. У липні — серпні 1937 року — заступник народного комісара внутрішніх справ Північно-Осетинської АРСР.
З 13 серпня 1937 по 21 січня 1939 року — народний комісар внутрішніх справ Північно-Осетинської АРСР. Входив до складу особливої трійки, створеної за наказом НКВС СРСР від 30 липня 1937 року, брав активну участь в сталінських репресіях.
Заарештований у січні 1939 року. Засуджений Військовою колегією Верховного суду СРСР 19 січня 1940 року до страти. Розстріляний через два дні. Не реабілітований.

## Звання
- капітан державної безпеки (31.01.1936)

## Нагороди
- орден Червоної Зірки (19.12.1937)
- знак «Почесний працівник ВЧК-ДПУ (XV)» (20.12.1932)